# Сандвип
Сандвип (бенг. সন্দ্বীপ) — остров в Бангладеш, расположен в Бенгальском заливе.

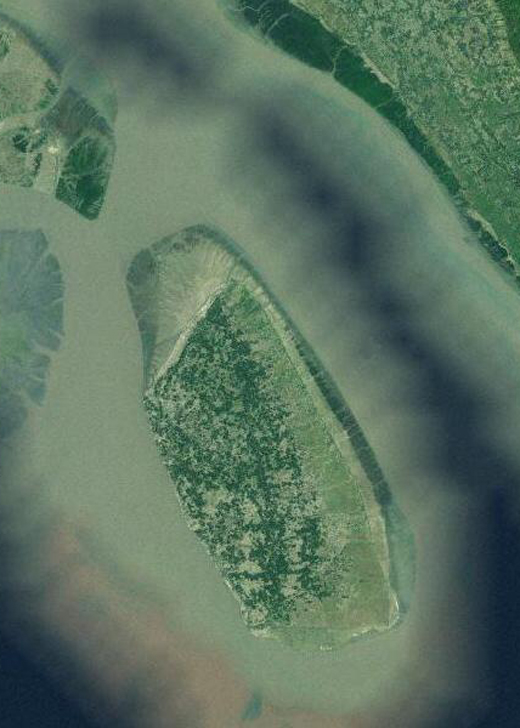
Снимок со спутника

## Географическое положение
Сандвип является частью области Читтагонг. Площадь острова равняется 762,42 км².

## Население
Основная сфера занятости населения острова — сельское хозяйство и рыболовство. Всего проживает 472 179 человек (2009).